# Alveolaire concentratie
De alveolaire concentratie van een gas is het aandeel van dat gas in een mengsel dat rechtstreeks afkomstig is uit de diepste delen van de longen, de longblaasjes of alveolen.
Tijdens anesthesie wordt het ademgas voortdurend geanalyseerd met behulp van een capnograaf (capnometer).
De meting geschiedt in uitademingsgas om te kunnen bepalen hoe groot de concentratie koolzuurgas is en wel aan het einde van de ademslag (end of tidal volume).
De waarde wordt dan ook uitgedrukt als ETCO2, End-Tidal CO2 of Eind-Expiratoire CO2.